# Rocca di Montalfeo
La Rocca di Montalfeo è un castello situato nel comune italiano di Godiasco Salice Terme, in provincia di Pavia. L'edificio è posto a 350 m s.l.m., sul colle dominante lo sbocco in pianura della valle Staffora, si trova nell'Oltrepò Pavese. Con il castello di Nazzano, che si trova poco distante sulla sponda destra dello Staffora, controllavano il transito sulla via del sale lombarda e l'accesso al mare.

## Storia
Le prime testimonianze circa la presenza di una torre di avvistamento sul Monte Alfeo risalgono ad epoca tardo romana. La costruzione del castello non ha data certa a differenza delle sue distruzioni. Appartenuto ai Malaspina di Godiasco, signori della vallata, fu confermato a questa casata nel 1164 da Federico I e nel 1191 da Enrico VI nell'ambito dei feudi Imperiali. 
Da quando i Visconti divennero delegati dell'Imperatore, le vicende della rocca si legarono a quelle del Ducato di Milano. Nel 1365, Galeazzo II, a causa di certi dissapori nei confronti del fratello Bernabò, lasciò Milano e si trasferì con tutta la sua corte a Pavia, forti attriti con i Malaspina di Godiasco lo spinsero a ordinare l'espugnazione della rocca nel 1375 e il suo successore Gian Galeazzo, nel 1398, la sua distruzione. Nel 1523, verso la fine del dominio visconteo-sforzesco sul ducato di Milano, la rocca che era stata  ricostruita, fu di nuovo distrutta da Francesco II Sforza.

## Struttura
Negli anni '20 del XX secolo la rocca versava in stato di abbandono ridotta a un rudere, i restauri compiuti tra il 1926 e il 1929 e quelli successivi del 2004 ne hanno determinato l'attuale aspetto. 
La struttura si compone di un corpo centrale dotato di mastio e di una torretta a sé stante.
Internamente il salone principale, con soffitto a cassettoni e dalle pareti completamente affrescate, dà accesso al piano sottostante con sale dalle murature in pietra e soffitti a volta sostenuti da colonne. 
Circondato da un digradante giardino all'italiana è proprietà della famiglia Faravelli, che lo destina a matrimoni ed eventi.